# کریس هدفیلد
کریس هدفیلد (به انگلیسی: Chris Hadfield) فضانورد بازنشسته، مهندس و خلبان جنگندهٔ نیروی هوایی کانادا و اولین کانادایی‌ای است که در فضا قدم زده‌است، او در دو مأموریت شاتل فضایی پرواز کرده و در ایستگاه فضایی بین‌المللی به‌عنوان فرمانده خدمت کرده‌است. او در مأموریت اس‌تی‌اس-۷۴، اس‌تی‌اس-۱۰۰، اکسپدییشن ۳۴، و اکسپدییشن ۳۵ حضور داشته‌است.
هدفیلد، که در یک مزرعه در جنوب انتاریو بزرگ شده، در کودکی هنگام تماشای فرود آمدن آپولو ۱۱ روی ماه در تلویزیون، شوق پرواز به او الهام شد.
او دورهٔ دبیرستان را با شرکت در اکویل و میلتون گذراند و سپس لیسانس خلبان گلایدر را به‌عنوان عضو دانشجوهای هوایی سلطنتی کانادایی کسب کرد.